# Бурков, Борис Сергеевич
Борис Сергеевич Бурков (11 мая 1908, село Куркино Тульской губернии — 19 марта 1997, Москва) — советский журналист, издатель, управленец в СМИ. Главный редактор газеты «Комсомольская правда» с февраля 1942 по январь 1948 года. Был первым председателем правления АПН.

## Образование
- «Восьмилетка».
- Богородицкий сельскохозяйственный техникум (1927—1930).
- Всесоюзный агропедагогический институт в Москве (1931).
- В 1951 году окончил аспирантуру Академии общественных наук при ЦК ВКП(б).
- Кандидат исторических наук.

## Карьера
- С января 1938 года — ответственный редактор областной газеты «Сталинец» (Рязань).
- С декабря 1939 по октябрь 1941 года — заместитель главного редактора и ответственный секретарь «Комсомольской правды».
- С февраля 1942 по январь 1948 года — главный редактор «Комсомольской правды»[3].
- С июня 1949 по июнь 1951 года был ответственным секретарём, членом редколлегии журнала «Большевик».
- С июня 1951 по февраль 1954 года — заместитель главного редактора журнала «Огонёк».
- С февраля 1954 по сентябрь 1960 года — главный редактор газеты «Труд».
- С сентября 1960 по апрель 1961 года — заместитель главного редактора газеты «Правда».
- В течение 10 лет с момента основания (в мае 1961 года) являлся председателем правления Агентства печати «Новости»[4].
- В сентябре 1970 года ушёл на пенсию (уволен как «шелепинец»[5]).

## Награды и премии
- орден Ленина (04.05.1962)
- орден Отечественной войны II степени (11.03.1985)[6]
- три ордена Трудового Красного Знамени (28.10.1948; 06.12.1957; 08.05.1968)
- орден Красной Звезды
- медаль «Партизану Отечественной войны» I степени
- медаль «За оборону Москвы»
- другие медали
- лауреат премии имени В. В. Воровского (в числе группы авторов из 12 человек) за книгу «Разбуженный Восток» (1960).

## Сочинения
- «Комсомолка» в шинели / Предисл. К. М. Симонова. — М., 1975.